# Presbyterorum ordinis
Presbyterorum Ordinis je dokument Rimskokatoliške Cerkve, ki je nastal med drugim vatikanskim koncilom; objavil ga je papež Pavel VI. 7. decembra 1965. Za dokument je glasovalo 2.390 škofov, proti pa 4.
Dokument govori o življenju duhovnikov.